# Fort William F.C.
Fort William F.C. là một câu lạc bộ bóng đá có trụ sở tại Fort William, Lochaber, Scotland. Họ chơi ở giải North Caledonian Football League, hạng đấu thứ 6 của Scotland sau khi xuống hạng từ Highland Football League mùa 2021-22.

## Lịch sử

### Thời kỳ đầu
Câu lạc bộ được thành lập vào năm 1974 bởi chủ tịch Colin Neilson và chủ yếu chơi các trận giao hữu và cúp, chẳng hạn như Cúp Scotland, Cúp Bắc Scotland và Cúp Inverness.
Điều này kéo dài trong 11 năm, trước khi họ gia nhập giải North Caledonian Football League vào năm 1983. Câu lạc bộ gặt hái được nhiều thành công trong hai năm thi đấu tại giải. Họ đã giành được cả Chic Allan Cup và Morris Newton / SWL Cup trong các mùa giải liên tiếp, đồng thời giành được Football Times Cup và kết thúc với vị trí á quân mùa giải 1983–84. Tuy nhiên, mùa giải 1984–85, họ đã vô địch giải đấu và đây là chức vô địch của giải đấu duy nhất cho đến hiện tại.
Kể từ khi thành lập vào năm 1974, câu lạc bộ cố gắng gia nhập Highland League, nhưng đã bị từ chối nhiều lần trước khi họ được nhận vào giải North Caledonian Football League vào năm 1983. Sau thành công đáng kể trong thời gian ngắn ngủi ở NCL, câu lạc bộ cuối cùng đã được gia nhập Highland League, và bắt đầu thi đấu từ mùa giải 1985–86.
Fort William đã chơi trận đấu đầu tiên của Highland League với đối thủ gần nhất là Clachnacuddin trong một trận đấu mà The Fort giành chiến thắng, với tiền đạo Gordon MacIntyre ghi bàn thắng đầu tiên của họ ở Highland League trong chiến thắng 1–0 trên sân nhà. Cuối mùa giải đó, họ đã ghi được số người tham dự nhiều nhất từ trước đến nay là 1.500 khi tiếp Stirling Albion ở vòng 2 Cúp Scotland, cầm hòa với tỷ số 0–0, trước khi thua 6–0 trong trận đá lại tại Annfield một tuần sau.
Câu lạc bộ đã tạo ra cầu thủ được cho là nổi tiếng nhất của đội. Vào cuối những năm 1970, John McGinlay đã có trận ra mắt cho Fort William khi mới 14 tuổi, vào sân thay người trong trận đấu tại Cúp Scotland với Elgin City. Năm 17 tuổi, anh chuyển đến Nairn County, và sau đó tiếp tục chơi ở Premier League với Bolton Wanderers và lập tức trở thành cầu thủ của Đội tuyển bóng đá quốc gia Scotland. Anh ấy là người bạn thời thơ ấu với một người hiện là cựu cầu thủ chuyên nghiệp Duncan Shearer, cũng đến từ Fort William.

### Hiện tại
Câu lạc bộ đã không thể cố gắng dựa trên sự cạnh tranh ở Highland League, và dần dần, họ bắt đầu gặp khó khăn đến mức họ đứng cuối bảng ở 14 trong số 18 mùa giải từ 1996–97 đến 2013–14. Những trận đấu của họ bao gồm thất bại kỷ lục 17–0 trên sân khách vào năm 1998, trước Peterhead. Mặc dù vậy, The Fort đã không kết thúc mùa giải đó. Trong mùa giải 2008–09, họ chỉ tích lũy được một điểm duy nhất từ 28 trận đấu, trở thành kỷ lục giành điểm thấp nhất của Highland League kể từ khi thành lập.
Trong mùa giải 2008–09, một tương lai thú vị sắp xuất hiện, khi nhà sản xuất truyền hình và cựu cư dân Lochaber, Paul MacDonald, tiết lộ tầm nhìn của anh ấy đối với đội bóng . Kết hợp với công ty Giải trí nước Mỹ của mình, PMAC Tonight, anh ấy đã lên kế hoạch tạo ra một loạt phim truyền hình thực tế dựa trên nhóm. Tiền đề là nhập một số tài năng trẻ xuất sắc nhất của Mỹ từ các trường đại học trên khắp nước Mỹ, trong nỗ lực đưa Fort William "Từ tồi tệ nhất đến vị trí thứ nhất", trong điều được dự đoán là câu chuyện khó tin. Tuy nhiên, sau nhiều lời quảng cáo ban đầu của phương tiện truyền thông, dự án đã không thành hiện thực.
Câu lạc bộ trước đây từng sở hữu một đội dự bị trong Liên đoàn bóng đá Bắc Caledonian, nhưng đã bị buộc phải giải tán đội này trước mùa giải 2011–12 do thiếu sân có thể chơi được ở khu vực Fort William - một điều luôn gây khó khăn cho câu lạc bộ. Tuy nhiên, họ đã có thể thành lập một đội U-19, được thành lập với mục đích duy nhất là tham dự Cúp Thanh niên Scotland.
Vào tháng 1 năm 2015, câu lạc bộ đã làm nên lịch sử khi giành bốn chiến thắng liên tiếp lần đầu tiên kể từ khi gia nhập Highland League, sau chiến thắng 2-1 trước Clachnacuddin.
Sự hiện diện liên tục của câu lạc bộ ở Highland League đã bị đe dọa vào đầu năm 2018 khi cả sáu giám đốc đều thông báo rằng họ sẽ từ chức vào cuối mùa giải. Tuy nhiên, bất chấp một mùa giải kém cỏi (chỉ giành được 5 điểm và để thủng lưới hơn 180 bàn), đã có thông báo rằng Fort William sẽ tiếp tục tham gia vào mùa giải 2018-19.
Năm trận đấu trong mùa giải 2018–19 và đội vẫn không thắng, câu lạc bộ đã bị Highland League trừ 9 điểm sau khi xử phạt một cầu thủ không đủ điều kiện trong ba trận. Họ kết thúc mùa giải với hai trận hòa trong 34 trận, kết thúc với điểm số -7. Điều này khiến họ được mệnh danh là "Đội bóng tệ nhất nước Anh". 
Vào tháng 7 năm 2019, câu lạc bộ Caledonian Thistle đã cho Fort William mượn chín cầu thủ để vừa chuẩn bị cho các cầu thủ trẻ tham gia bóng đá chuyên nghiệp vừa cải tổ đội hình.
Vào ngày 31 tháng 7 năm 2019, Fort William đã giành chiến thắng đầu tiên sau 840 ngày khi họ đánh bại Nairn County 5–2 trong trận đấu ở Cúp Scotland, kết thúc chuỗi 69 trận thua. Một ngày sau, BBC Scotland phát sóng The Fort, một bộ phim tài liệu về chuỗi trận không thắng của đội. Sau một tháng không thắng nữa, Fort William cuối cùng đã giành được chiến thắng đầu tiên tại Highland League sau 882 ngày, với chiến thắng 1–0 trên sân nhà trước Clachnacuddin.
Ở mùa giải 2021–22, Fort William kết thúc ở vị trí cuối bảng và phải xuống chơi tại North Caledonian League sau khi rút lui khỏi trận play-off gặp câu lạc bộ Banks O' Dee F.C. tại North Superleague.

## Đội hình hiện tại
Tính đến 23 tháng 9 năm 2022
Ghi chú: Quốc kỳ chỉ đội tuyển quốc gia được xác định rõ trong điều lệ tư cách FIFA. Các cầu thủ có thể giữ hơn một quốc tịch ngoài FIFA.
| Số | VT | Quốc gia    | Cầu thủ          |
| -- | -- | ----------- | ---------------- |
| —  | TM | Albania     | Elgi Fejzo       |
| —  | TM | Ba Lan      | Mateusz Kulbacki |
| —  | HV | Scotland    | John Ferguson    |
| —  | HV | Scotland    | Andrew Martin    |
| —  | HV | Bắc Ireland | Michael Rodgers  |
| —  | HV | Pháp        | Niels Lellouch   |
| —  | HV | Anh         | Cameron Duxbury  |
| —  | HV | Scotland    | John Treasurer   |
| —  | HV | Scotland    | Steven Campbell  |
| —  | HV | Anh         | Lamar Moore      |
| —  | TV | Canada      | Diego Lazaro     |
| —  | TV | Scotland    | Andrew Mclean    |
| —  | TV | Scotland    | Martin Munro     |

| Số | VT | Quốc gia         | Cầu thủ                |
| -- | -- | ---------------- | ---------------------- |
| —  | TV | Anh              | Asad Ahmed             |
| —  | TV | Scotland         | Michael Gillespie      |
| —  | TV | Scotland         | Aidan Taylor           |
| —  | TV | Algérie          | Amin Benyoucef         |
| —  | TV | Cộng hòa Ireland | Lerlah Hay             |
| —  | TV | Anh              | Carsel Hylton          |
| —  | TV | Scotland         | Sean Noble             |
| —  | TV | Scotland         | Dave Forbes            |
| —  | TV | Anh              | Taylor Kelly           |
| —  | TĐ | Scotland         | Logan Barker           |
| —  | TĐ | Scotland         | Iain MacLellan         |
| —  | TĐ | Wales            | Shaquille Wynter-Coles |

## Danh hiệu
- North Caledonian League
  - Vô địch: 1984–85
- Football Times Cup
  - Vô địch: 1983–84
- Chic Allan Cup
  - Vô địch: 1983–84, 1984–85
- Morris Newton / SWL Cup
  - Vô địch: 1983–84, 1984–85

## Thứ hạng
Tất cả các thứ hạng chung cuộc đều thuộc giải Highland League
| Mùa giải | Thứ hạng | Điểm |
| -------- | -------- | ---- |
| 1985–86  | 12/17    | 35   |
| 1986–87  | 11/18    | 33   |
| 1987–88  | 17/18    | 21   |
| 1988–89  | 18/18    | 13   |
| 1989–90  | 13/18    | 40   |
| 1990–91  | 12/18    | 43   |
| 1991–92  | 16/18    | 28   |
| 1992–93  | 16/18    | 19   |
| 1993–94  | 16/18    | 27   |
| 1994–95  | 12/16    | 37   |
| 1995–96  | 14/16    | 26   |
| 1996–97  | 16/16    | 9    |
| 1997–98  | 15/16    | 13   |
| 1998–99  | 16/16    | 4    |
| 1999–00  | 16/16    | 8    |
| 2000–01  | 14/14    | 14   |
| 2001–02  | 13/15    | 23   |
| 2002–03  | 15/15    | 13   |
| 2003–04  | 15/15    | 13   |
| 2004–05  | 13/15    | 16   |
| 2005–06  | 15/15    | 4    |
| 2006–07  | 15/15    | 9    |
| 2007–08  | 15/15    | 3    |
| 2008–09  | 15/15    | 1    |
| 2009–10  | 17/18    | 20   |
| 2010–11  | 18/18    | 9    |
| 2011–12  | 18/18    | 7    |
| 2012–13  | 18/18    | 6    |
| 2013–14  | 18/18    | 9    |
| 2014–15  | 13/18    | 27   |
| 2015–16  | 17/18    | 16   |
| 2016–17  | 17/18    | 11   |
| 2017–18  | 18/18    | 5    |
| 2018–19  | 18/18    | -7   |
| 2019–20  | 16/17    | 10   |
| 2020–21  | 15/16    | 0    |
| 2021–22  | 18/18    | 7    |

## Sân nhà

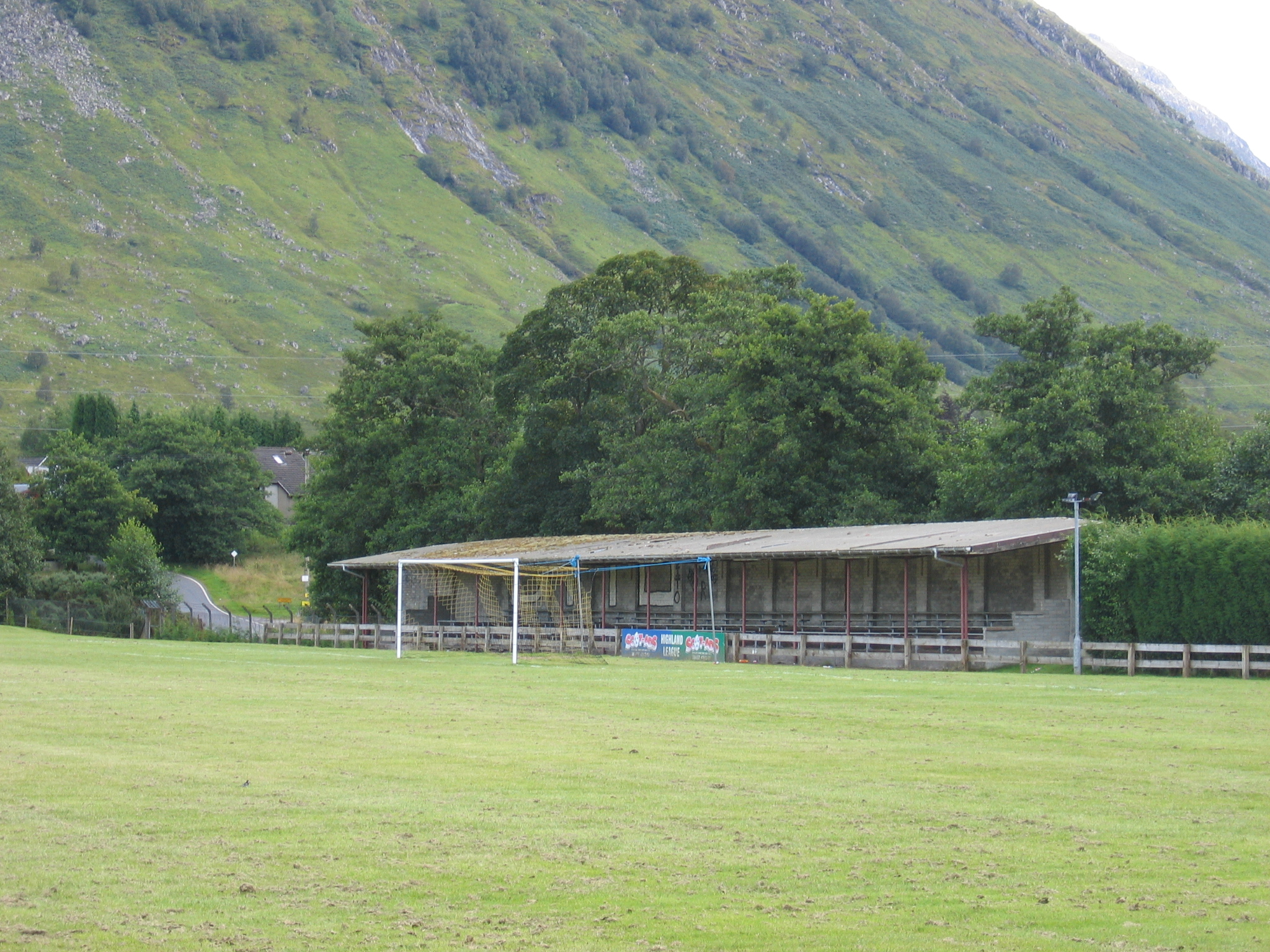
Khán đài chính của sân Claggan Park.

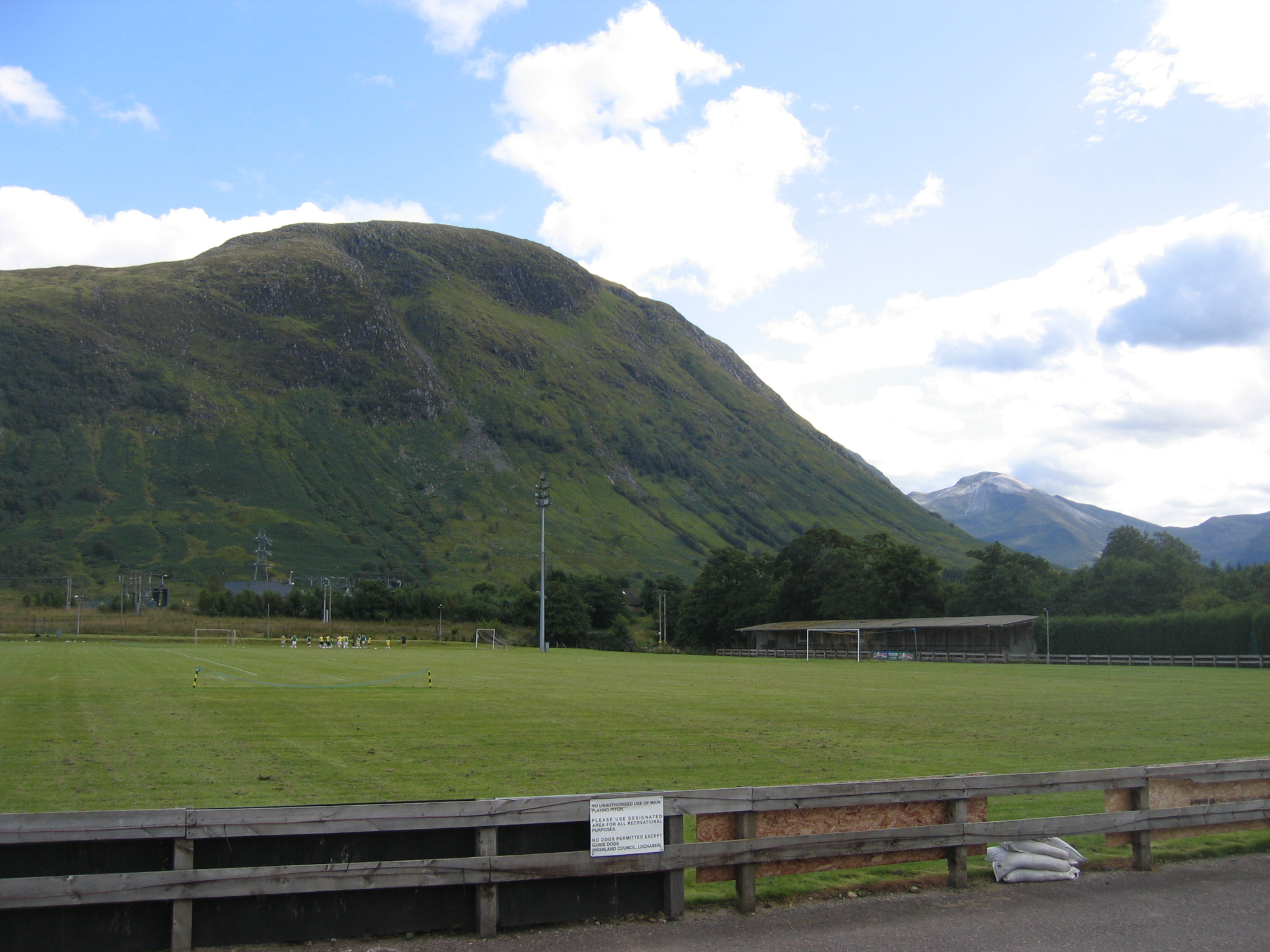
Fort William F.C. chơi tại Claggan Park dưới chân núi Ben Nevis.

Claggan Park, sân nhà của đội, có sức chứa 1.800 người - và được coi là một trong những sân vận động đẹp nhất ở Vương quốc Anh, vì tầm nhìn ra dãy núi Ben Nevis ngay gần đó.
Sân bao gồm các khu vực khán đài ở tất cả các phía của sân, với một khán đài 'mộc mạc' có thể chứa 200 khán giả. Đến nay, kỷ lục về số khán giả đến sân là 1.500 người - được ghi nhận trong trận đấu ở vòng 2 Cúp Scotland vào năm 1985 với Stirling Albion.
Thường trong những tháng mùa thu và đông, nhiều trận đấu trên sân nhà bị hoãn (thường là do bị ngập) - hậu quả của lượng mưa lớn mà Fort William phải hứng chịu.